# Roberta Manfredi
Pour les articles homonymes, voir Manfredi.
Roberta Manfredi, née le 19 octobre 1956 à Rome (Latium), est une actrice, présentatrice et productrice de télévision italienne.

## Biographie
Elle est la fille du célèbre acteur italien Nino Manfredi et du mannequin Erminia Ferrari. Elle a deux frères et sœurs, dont Luca, un réalisateur de cinéma. Elle était également la belle-sœur de l'actrice Nancy Brilli. Roberta Manfredi a commencé sa carrière à la télévision dans les années 1970 en tant que présentatrice de plusieurs émissions, dont Discoring (1978). Au cours des années 1980, elle a notamment été engagée pour l'émission estivale Fresco Fresco et la troisième saison de l'émission scolaire Tandem sur Rai 2, qu'elle a animée avec Fabrizio Frizzi et Claudio Sorrentino (it). En tant qu'actrice, elle s'est fait connaître du grand public avec les films Meurtre sur le Tibre de Bruno Corbucci (1979) et Borotalco (1982) de Carlo Verdone. Elle interprète Suzy dans un épisode de la série francophone De bien étranges affaires (France 3, 1982) avec Marcel Bozzuffi, Catherine Leprince et Eddie Constantine. Les téléspectateurs germanophones la connaissent surtout pour son rôle de Cinzia, une entrepreneuse énergique, dans la série télévisée Les Routiers (saisons 2 à 4, 9 épisodes). On peut l'y voir aux côtés de Manfred Krug et Rüdiger Kirschstein.
Entre-temps, Roberta Manfredi travaille principalement comme agent de cinéma et productrice. Elle se marie d'abord en 1985 au réalisateur, producteur et acteur Werner Masten (it), avec qui elle a eu une fille, Sarah. En 1999, elle se marie à l'écrivain Alberto Simone (it) ; ensemble, ils ont trois enfants.

## Filmographie

### Actrice
- 1979 : Meurtre sur le Tibre (Assassinio sul Tevere) de Bruno Corbucci
- 1982 : Borotalco de Carlo Verdone
- 1982 : De bien étranges affaires — série télévisée, 1 épisode[5]
- 1985 : The Assisi Underground d'Alexander Ramati (de)
- 1986-1992 : Les Routiers (Auf Achse) — série télévisée, 10 épisodes
- 1987 : Helsinki-Napoli (Helsinki Napoli All Night Long) de Mika Kaurismäki
- 1993 : Un commissaire à Rome (it) (Un commissario a Roma), série télévisée (5 épisodes) de Luca Manfredi, Ignazio Agosta et Roberto Giannarelli

### Productrice
- 1995 : Coup de lune (Colpo di luna) d'Alberto Simone
- 2005 : Una famiglia in giallo
- 2009-2011 : Il commissario Manara
- 2013 : L'ultimo papa re